# Protium ecuadorense
Protium ecuadorense là một loài thực vật có hoa trong họ Burseraceae. Loài này được Benoist miêu tả khoa học đầu tiên năm 1934.